# Erífile

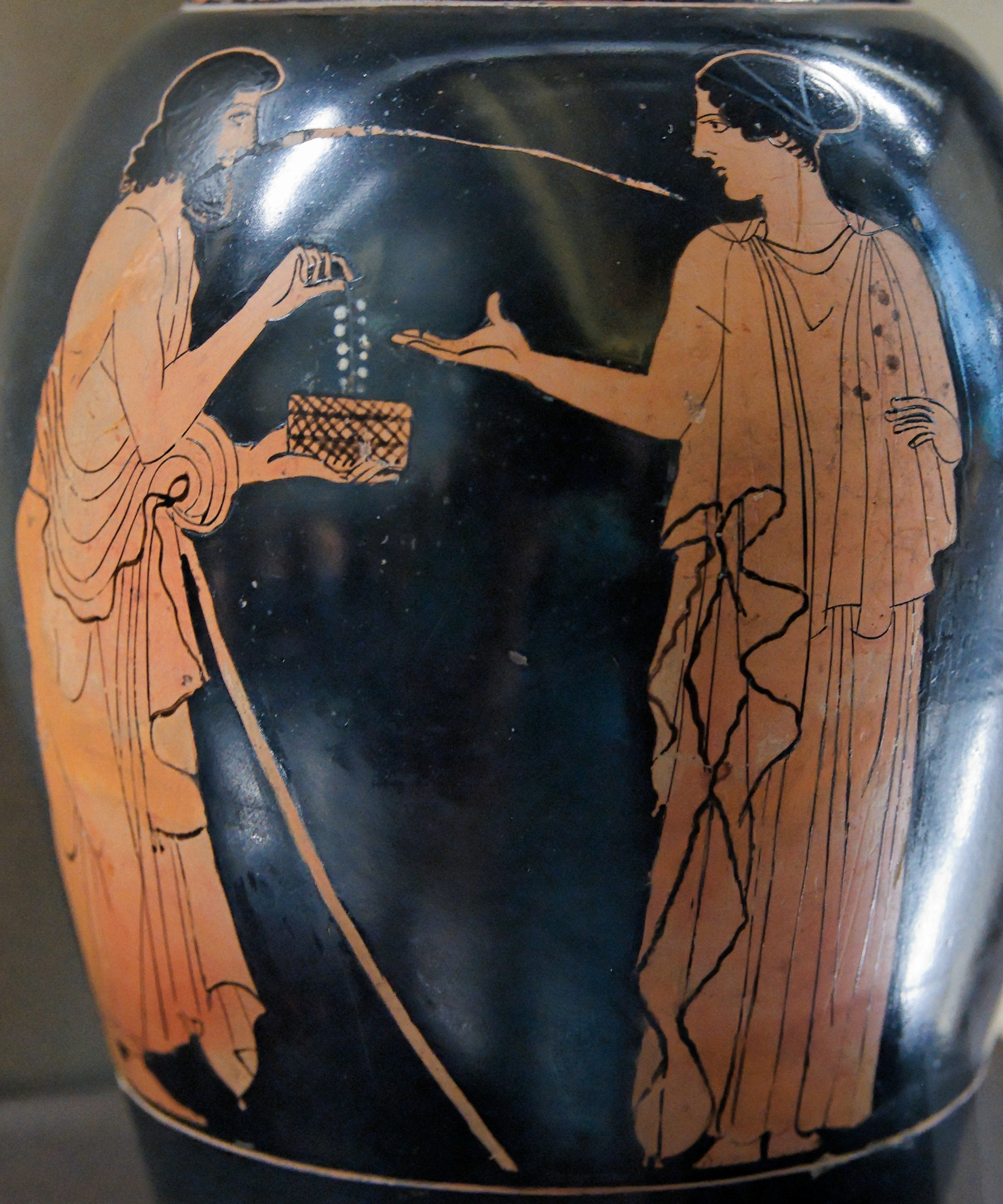
Polinices da a Erífile el collar de Harmonía. Enócoe de figuras rojas ático, ca. 450 - 440 a. C.. Museo del Louvre.

En la mitología griega, Erífile, Erifile o Erifila (en griego antiguo, Ἐριφύλη: Eriphúlê), hija de Tálao y hermana de Adrasto, fue la esposa de Anfiarao de Argos y la madre de Alcmeón. Su madre es referida como Lisímaca, hija de Abante y nieta de Melampo. Se dice que Erífile persuadió a Anfiarao para participar en el asalto que dio origen al relato mítico de los siete contra Tebas, aunque sabía que moriría. Había sido convencida por Polinices, quien le ofreció el collar de Harmonía a cambio de su ayuda. Homero ya la cita como una de las reinas célebres, con carácter trágico: «la torva Erifila, que por oro vendió a su marido poniéndole precio».
Pausanias dice que en el arca de Cípselo, en Olimpia, está representada la casa de Anfiarao y una anciana lleva a Anfíloco niño. Delante de la casa está Erífile con el collar y junto a ella sus hijas Eurídice y Demonasa y el niño Alcmeón desnudo. Asio en sus versos dice que Alcmena es hija de Anfiarao y de Erifile.
Moribundo, Anfiarao encargó a sus hijos Alcmeón y Anfíloco que vengasen su muerte, y tras su fallecimiento, cumpliendo la profecía, Alcmeón mató a su madre. Fue perseguido por las Erinias mientras huía por toda Grecia, llegando finalmente a la corte del rey Fegeo, quien le dio a su hija en matrimonio. Exhausto, Alcmeón pidió un oráculo sobre cómo apaciguar a las Erinias, y le fue dicho que tenía que pararse donde el sol no brillaba cuando mató a su madre. Este lugar era la desembocadura del río Aqueloo, que se había encenagado. Aqueloo, el dios de ese río, le ofreció a su hija Calírroe en matrimonio si recuperaba el collar y las ropas que Erífile llevaba cuando persuadió a Anfiarao de que tomase parte en la batalla. Alcmeón le había dado estas joyas a Fegeo, quien hizo que sus hijos matasen a Alcmeón cuando descubrió su plan.
Erífile aparece en el Hades en la Eneida de Virgilio, llevando aún las heridas infligidas por su hijo. También juega un papel en la Tebaida de Estacio, donde su deseo de conseguir el collar de Harmonía es uno de los catalizadores de la guerra entre Argos y Tebas. Sin embargo, en esta versión del mito Argía, la esposa de Polinices, convence a su marido para darle el collar a Erífile, de forma que Anfiarao se una a la guerra.
El collar de Erífile fue un regalo de Cadmo:

Zeus le dio como esposa a Harmonía, hija de Afrodita y Ares. Y todos los dioses abandonaron el cielo, y festejaron en Cadmea la celebración del matrimonio con himnos. Cadmo le dio una túnica y el collar fabricado por Hefesto, que algunos dicen le había dado a Cadmo el propio Hefesto, si bien Ferécides dice que le fue dado por Europa, que lo había recibido de Zeus.

Se exponía Una reliquia en Amato (Chipre) en la época de Pausanias (siglo II):

En Chipre está la ciudad de Amato, en la que hay un antiguo santuario de Adonis y Afrodita. Aquí dicen que está dedicado un collar dado originalmente a Harmonía, pero llamado el collar de Erífile, porque fue el soborno que aceptó para traicionar a su marido. Fue dedicado en Delfos por los hijos de Fegeo (cómo lo obtuvieron ya lo he contado en mi historia de Arcadia), pero fue llevado de allí por tiranos de Fócida.

El collar que vio Pausanias era de piedras verdes con oro, lo que le hizo dudar de que fuera aquel del que se habla en la Odisea, pues en otros pasajes de la misma obra en los que se habla de collares como ese se hace mención de las piedras.

## Otros personajes homónimos
- Erífile también es el nombre de la esposa de Plístenes y madre de Agamenón, Menelao y Anaxibia.[8]